# 13605 Nakamuraminoru
13605 Nakamuraminoru (tên chỉ định: 1994 RV) là một tiểu hành tinh vành đai chính. Nó được phát hiện bởi Kin Endate và Kazuro Watanabe ở Đài thiên văn Kitami ở Hokkaidō, Nhật Bản, ngày 1 tháng 9 năm 1994. Nó được đặt theo tên Minoru Nakamura, a former educator và astronomy enthusiast ở Aomori Prefecture, Nhật Bản.